# Харваловци
Харваловци е село в Северна България. То се намира в община Елена, област Велико Търново.

## География
Село Харваловци се намира в планински район.

## Културни и природни забележителности
На 2 km северно от селото, високо над десния бряг на р. Плачковица се намират останки от крепост Харваловско кале.